# Nizar Kerboute
 (octobre 2022).
 (octobre 2022).
La mise en forme du texte ne suit pas les recommandations de Wikipédia : il faut le « wikifier ».
Les points d'amélioration suivants sont les cas les plus fréquents :
- Les titres sont pré-formatés par le logiciel. Ils ne sont ni en capitales, ni en gras.
- Le texte ne doit pas être écrit en capitales (les noms de famille non plus), ni en gras, ni en italique, ni en « petit »…
- Le gras n'est utilisé que pour surligner le titre de l'article dans l'introduction, une seule fois.
- L'italique est rarement utilisé : mots en langue étrangère, titres d'œuvres, noms de bateaux, etc.
- Les citations ne sont pas en italique mais en corps de texte normal. Elles sont entourées par des guillemets français : « et ».
- Les listes à puces sont à éviter, des paragraphes rédigés étant largement préférés. Les tableaux sont à réserver à la présentation de données structurées (résultats, etc.).
- Les appels de note de bas de page (petits chiffres en exposant, introduits par l'outil «  Source ») sont à placer entre la fin de phrase et le point final[comme ça].
- Les liens internes (vers d'autres articles de Wikipédia) sont à choisir avec parcimonie. Créez des liens vers des articles approfondissant le sujet. Les termes génériques sans rapport avec le sujet sont à éviter, ainsi que les répétitions de liens vers un même terme.
- Les liens externes sont à placer uniquement dans une section « Liens externes », à la fin de l'article. Ces liens sont à choisir avec parcimonie suivant les règles définies. Si un lien sert de source à l'article, son insertion dans le texte est à faire par les notes de bas de page.
- La présentation des références doit suivre les conventions bibliographiques. Il est recommandé d'utiliser les modèles {{Ouvrage}}, {{Chapitre}}, {{Article}}, {{Lien web}} et/ou {{Bibliographie}}. Le mode d'édition visuel peut mettre en forme automatiquement les références.
- Insérer une infobox (cadre d'informations à droite) n'est pas obligatoire pour parachever la mise en page.

Pour une aide détaillée, merci de consulter Aide:Wikification.
Si vous pensez que ces points ont été résolus, vous pouvez retirer ce bandeau et améliorer la mise en forme d'un autre article.
Nizar Kerboute, né à Taza en 1982, est un poète et écrivain marocain,.

## Biographie
Né à Taza en 1982, en 2000 il a eu son baccalauréat en science expérimentale à Taza, et en 2006 il a décroché son doctorat en chirurgie dentaire à l’université Mohamed v faculté de médecine dentaire de Rabat.
en 2004/2005 il a occupé le poste de rédacteur de la page culture du journal Alminbar Tollabi , il a dirigé la revue SMS poétique et plusieurs ateliers d’écriture. Ses poèmes ont été édités dans plusieurs revues littéraires, au Maroc et à l’étranger.

## Œuvres
Poésie
- Cendres d’un amoureux, Rabat, éditions Zaouia 2007.

- Mon rouge avalé par le noir, Amman, Fadaat, 2010.

- Un Toit de Papillons, Rabat, Marsam, 2013.
- Un toit de Papillons, Paris, L'harmattan, 2016.

- Je cède mon visage à l'anarchie, Rabat, Marsam, 2017.

Romans
- L'avant première, Beirut, Centre culturel arabe[6],[7].

## Notices et liens externes
- Notices d'autorité :   - VIAF
  - ISNI
  - BnF (données)
  - LCCN
  - WorldCat